# Извоареле (Мехединци)
Извоареле (рум. Izvoarele) је насељено место у Румунији, у оквиру општине Груја. Налази се у жупанији Мехединци, у Олтенији.

## Становништво
По последњем попису из 2011. године у насељу живи 951 становник.